# オースミロッチ
オースミロッチ（欧字名:Osumi Roch、1987年4月20日 - 2014年1月31日）は、日本の競走馬、種牡馬。主な勝ち鞍に1992年の京都記念、京都大賞典。主戦騎手は武豊から複数乗り替わりの後、松本達也が一貫して務めた。
その全勝利を京都競馬場で挙げ、「淀の申し子」の異名を取った。なお京都では18回出走し、着外は3回である。

## 経歴

### デビューまで
1987年4月20日に野島牧場で生まれる。父・アーテイアスは欧州にてエクリプスステークスとサセックスステークスの2つのG1競走を制した後、1984年に種牡馬として日本に輸出された。当時最高クラスの輸入種牡馬として期待されていたが産駒が伸び悩んでいた中、2世代目の産駒として本馬が誕生した。母・ロッチアイは母系に旧年4歳で有馬記念を制した名牝・スターロツチを持つ血統で、ノーザンダンサーやミスタープロスペクターの血統を持たない馬であった。母の父・ファバージは日本にてハードバージやビクトリアクラウンを輩出している。本馬は「オースミ」の冠名で知られる山路秀則に購入され、冠名＋母系「ロッチ」よりオースミロッチと名付けられた。

### 競走馬時代
1989年10月7日、京都競馬場第4競走の3歳新馬戦で武豊を鞍上に迎えデビューすると、単勝1.2倍の1番人気に応え1着。続く白菊賞でも優勝したが、その後蹄の不安定さに左右され、長期休養を挟んだ翌年の神戸新聞杯では2番人気にもかかわらず10着と大敗した。その後京都新聞杯で3着に入り、そのまま菊花賞に挑んだがメジロマックイーンの10着と大敗した。この後は、年末から万下レースで3戦2勝し態勢を整えるがまたも長期休養に入り、翌年1991年10月の毎日王冠に南井克巳と挑み5着。続く白秋ステークス（1500万下）では6着と前走より着順を落としたが、翌月のウェルカムステークス（1500万下）では3着となりなんとか復調した。
1992年は寿ステークス（1500万下）2着を経て、すばるステークス（OP）を勝利しようやくオープン馬となる。翌週に田原成貴を鞍上にGII京都記念に4番人気で挑み、2着に1馬身1/2差をつけて快勝、重賞初制覇を飾る。しかし初の中山競馬場でのレースとなった中山記念では12頭中10着と惨敗。OP戦3着を挟んで挑んだ宝塚記念では引退までのパートナーとなる松本達也を迎え、ブービー人気であったものの、洋芝とメジロパーマーのペースに他馬は苦戦し、その中で4着に入ることができた。次走の高松宮杯では11着に敗れるも、3番人気で挑んだ京都大賞典では宝塚記念で敗れたメジロパーマーらを尻目に、1番人気ヒシマサルに1馬身1/4差をつけて2.24.6のレコード勝利を飾った。その後3度目のGI参戦となる天皇賞・秋では12着に敗れたものの、続くトパーズステークス（OP）を勝利。年末の有馬記念では5着と掲示板を確保し、この年のレースを終えた。
1993年は日経新春杯から始動。その後のすばるステークス、京都記念まで3連続で2番人気に推されたが、斤量ハンデや雨天の影響もありいずれも勝つことはできず、昨年勝利した京都記念は雨の中ブービー負けを喫した。その後産經大阪杯8着を経て宝塚記念を単勝70.1倍のブービー人気で迎えた。単勝1.5倍のメジロマックイーンに注目が集まるレースであったが、当日は雨の影響もあって、阪神競馬場コース内側が大荒れであった。またロンシャンボーイの突進でスタートとファンファーレのやり直しが行われるなど波乱の気配がみられた。スタート直後から1番1枠を生かさんと大荒れの内ラチをピタリと本馬が進んでいく中、メジロマックイーンらは馬場のいい外側へと進んでいく展開となり、3コーナー手前でメジロパーマーが脚元を滑らせて失速する中、本馬は垂れることなく内ラチを進んで行くと第4コーナーから最後の直線に入ると先頭に立った。しかし直線半ばでメジロマックイーンに抜かれ最後はイクノディクタスにも差され3着と健闘。この走りは後に「オースミロッチ戦法」と呼ばれることとなる。
その後は高松宮杯6着、京都大賞典3着、天皇賞秋13着の戦績を残し、この天皇賞を最後に現役を引退することとなった。通算成績は30戦8勝て、その全勝を京都競馬場のレースであった。また本馬で優勝した1992年の京都大賞典が、鞍上を務めていた松本達也にとっての最後の重賞勝利であった。

### 引退後
引退後は九州の吉永ファームで種牡馬となるが、5世代17頭の産駒はいずれも中央競馬で勝利を挙げることはなく、2000年6月に用途変更され種牡馬を引退した。その後は霧島高原乗馬クラブで乗馬となり、乗馬も引退すると、いくつかの施設を巡ったのち2008年の10月に鹿児島県湧水町のホーストラストに功労馬として迎えられ、大野恭明スタッフらにより世話を受け余生を送った。晩年は蹄のトラブルに悩まれ続けたという。
2013年11月下旬に左後肢を挫石したことで痛みが発生し、1月初旬の排膿の後のレントゲン撮影の結果、蹄葉炎が重症化していることが判明した。年が明けた2014年1月30日に「治る確率がほとんどない」と獣医師に告げられ、その晩には立つことができなくなり、1月31日午後12時11分にオーナーらが見守る中で息を引き取った。27歳没。「蹄葉炎が悪化して立てなくなり、安楽死となりました」とホーストラストの小西英司マネージャーよりブログで報告があった。

## 競走成績
以下の内容は、netkeiba.comおよびJBISサーチに基づく。Rはレコード。
| 競走日     | 競馬場 | 競走名          | 格       | 距離（馬場）  | 頭 数 | 枠 番 | 馬 番 | オッズ （人気） | 着順 | タイム (上り)   | 着差 | 騎手      | 斤量 [kg] | 1着馬（2着馬）         | 馬体重 [kg] |
| ---------- | ------ | --------------- | -------- | ------------- | ----- | ----- | ----- | --------------- | ---- | --------------- | ---- | --------- | --------- | ---------------------- | ----------- |
| 1989.10.07 | 京都   | 3歳新馬         |          | 芝1400m（良） | 12    | 8     | 11    | 001.20（1人）   | 01着 | R1:24.2（48.3） | -0.0 | 0武豊     | 52        | （ダンディスピリット） | 488         |
| 0000.11.05 | 京都   | 白菊賞          | 400万下  | 芝1600m（良） | 7     | 6     | 6     | 002.50（1人）   | 01着 | R1:36.3（47.8） | -0.1 | 0武豊     | 54        | （ワンダーレッスル）   | 490         |
| 1990.09.23 | 中京   | 神戸新聞杯      | GII      | 芝2000m（良） | 12    | 6     | 7     | 005.50（2人）   | 10着 | R2:02.0（37.3） | -1.7 | 0武豊     | 56        | センターショウカツ     | 500         |
| 0000.10.14 | 京都   | 京都新聞杯      | GII      | 芝2200m（重） | 15    | 8     | 14    | 016.60（9人）   | 03着 | R2:12.4（47.5） | -0.1 | 0武豊     | 57        | メジロライアン         | 492         |
| 0000.11.04 | 京都   | 菊花賞          | GI       | 芝3000m（重） | 17    | 6     | 13    | 016.30（7人）   | 10着 | R3:08.1（49.5） | -1.9 | 0武豊     | 57        | メジロマックイーン     | 490         |
| 0000.12.09 | 京都   | 御池特別        | 900万下  | 芝1800m（良） | 9     | 8     | 8     | 001.40（1人）   | 02着 | R1:47.2（47.0） | -0.4 | 0武豊     | 55        | ワイドバトル           | 492         |
| 0000.12.22 | 京都   | 河原町特別      | 900万下  | 芝2000m（良） | 13    | 8     | 13    | 001.50（1人）   | 01着 | R2:01.0（46.9） | -0.7 | 0武豊     | 56        | （キョウエイカレラ）   | 492         |
| 1991.01.13 | 京都   | 寿S             | 1500万下 | 芝2000m（良） | 14    | 7     | 12    | 001.60（1人）   | 01着 | R2:00.4（47.8） | -0.1 | 0武豊     | 56        | （リキダイヤモンド）   | 490         |
| 0000.10.06 | 東京   | 毎日王冠        | GII      | 芝1800m（稍） | 13    | 4     | 5     | 014.40（9人）   | 05着 | R1:46.8（36.3） | -0.7 | 0南井克巳 | 57        | プレクラスニー         | 488         |
| 0000.10.26 | 東京   | 白秋S           | 1500万下 | 芝2000m（稍） | 10    | 5     | 5     | 001.70（1人）   | 06着 | R2:01.3（37.1） | -0.9 | 0加藤和宏 | 57        | クラシックダンサー     | 486         |
| 0000.11.24 | 東京   | ウェルカムS     | 1500万下 | 芝2000m（良） | 16    | 8     | 17    | 002.50（1人）   | 03着 | R2:01.9（36.0） | -0.8 | 0武豊     | 58.5      | ブラウンビートル       | 496         |
| 1992.01.18 | 京都   | 寿S             | 1500万下 | 芝2000m（良） | 16    | 2     | 4     | 002.10（1人）   | 02着 | R2:02.9（46.6） | -0.1 | 0武豊     | 57        | タイティアラ           | 496         |
| 0000.02.15 | 京都   | すばるS         | OP       | 芝2000m（良） | 11    | 8     | 10    | 002.90（2人）   | 01着 | R2:02.2（47.2） | -0.2 | 0武豊     | 55        | （ヤマニンシアトル）   | 500         |
| 0000.02.23 | 京都   | 京都記念        | GII      | 芝2400m（良） | 10    | 7     | 8     | 006.60（4人）   | 01着 | R2:28.4（45.7） | -0.2 | 0田原成貴 | 56        | （メイショウハブオー） | 500         |
| 0000.03.15 | 中山   | 中山記念        | GII      | 芝1800m（良） | 12    | 7     | 10    | 003.50（1人）   | 10着 | R1:49.3（35.4） | -0.8 | 0田原成貴 | 57        | ダイナマイトダディ     | 496         |
| 0000.05.03 | 京都   | オーストラリアT | OP       | 芝1800m（良） | 10    | 8     | 10    | 002.90（2人）   | 03着 | R1:47.8（47.5） | -0.3 | 0南井克巳 | 58        | ステイジヒーロー       | 494         |
| 0000.06.14 | 阪神   | 宝塚記念        | GI       | 芝2200m（良） | 13    | 2     | 2     | 046.5（12人）   | 04着 | R2:20.6（53.8） | -2.0 | 0松本達也 | 57        | メジロパーマー         | 498         |
| 0000.07.12 | 中京   | 高松宮杯        | GII      | 芝2000m（稍） | 18    | 7     | 13    | 011.60（6人）   | 11着 | R2:02.2（38.1） | -1.6 | 0松本達也 | 58        | ミスタースペイン       | 496         |
| 0000.10.11 | 京都   | 京都大賞典      | GII      | 芝2400m（良） | 14    | 3     | 4     | 013.70（3人）   | 01着 | R2:24.6（47.0） | -0.2 | 0松本達也 | 58        | （ヒシマサル）         | 496         |
| 0000.11.01 | 東京   | 天皇賞（秋）    | GI       | 芝2000m（良） | 18    | 8     | 16    | 026.30（8人）   | 12着 | R1:59.6（37.8） | -1.0 | 0松本達也 | 58        | レッツゴーターキン     | 500         |
| 0000.11.29 | 京都   | トパーズS       | OP       | 芝2000m（良） | 10    | 7     | 9     | 002.00（1人）   | 01着 | R2:00.3（47.1） | -0.4 | 0松本達也 | 59        | （ヤマニンシアトル）   | 496         |
| 0000.12.27 | 中山   | 有馬記念        | GI       | 芝2500m（良） | 16    | 5     | 9     | 033.4（11人）   | 05着 | R2:33.8（35.2） | -0.3 | 0松本達也 | 56        | メジロパーマー         | 502         |
| 1993.01.24 | 京都   | 日経新春杯      | GII      | 芝2200m（良） | 12    | 7     | 10    | 004.90（2人）   | 04着 | R2:14.3（47.3） | -0.3 | 0松本達也 | 58        | エルカーサリバー       | 498         |
| 0000.02.13 | 京都   | すばるS         | OP       | 芝2000m（良） | 10    | 8     | 9     | 004.30（2人）   | 06着 | R2:01.2（48.4） | -1.0 | 0松本達也 | 56        | ヤマニンフォックス     | 500         |
| 0000.02.21 | 京都   | 京都記念        | GII      | 芝2400m（稍） | 13    | 4     | 4     | 005.40（2人）   | 12着 | R2:26.8（48.9） | -0.8 | 0松本達也 | 59.5      | パリスハーリー         | 500         |
| 0000.04.04 | 阪神   | 産経大阪杯      | GII      | 芝2000m（良） | 16    | 2     | 4     | 043.60（9人）   | 08着 | R2:04.9（49.9） | -1.6 | 0松本達也 | 58        | メジロマックイーン     | 504         |
| 0000.06.13 | 阪神   | 宝塚記念        | GI       | 芝2200m（良） | 11    | 1     | 1     | 070.1（10人）   | 03着 | R2:18.1（38.6） | -0.4 | 0松本達也 | 56        | メジロマックイーン     | 498         |
| 0000.07.11 | 京都   | 高松宮杯        | GII      | 芝2000m（良） | 14    | 3     | 3     | 015.10（5人）   | 06着 | R2:00.0（35.8） | -1.0 | 0松本達也 | 58        | ロンシャンボーイ       | 490         |
| 0000.10.10 | 京都   | 京都大賞典      | GII      | 芝2400m（良） | 10    | 8     | 10    | 024.40（5人）   | 03着 | R2:23.3（36.3） | -0.6 | 0松本達也 | 58        | メジロマックイーン     | 490         |
| 0000.10.31 | 東京   | 天皇賞（秋）    | GI       | 芝2000m（良） | 17    | 7     | 13    | 029.5（12人）   | 13着 | R2:00.7（37.5） | -1.8 | 0松本達也 | 58        | ヤマニンゼファー       | 492         |

## 血統表
| オースミロッチの血統               | オースミロッチの血統                | オースミロッチの血統          | （血統表の出典）              | （血統表の出典） |
| 父系                               | ラウンドテーブル系                  | ラウンドテーブル系            | ラウンドテーブル系            | [ § 2 ]          |
| 父 *アーテイアス Artaius 1974 鹿毛 | 父の父Round Table 1954 鹿毛         | Princequillo                  | Prince Rose                   | Prince Rose      |
| 父 *アーテイアス Artaius 1974 鹿毛 | 父の父Round Table 1954 鹿毛         | Princequillo                  | Cosquilla                     |                  |
| 父 *アーテイアス Artaius 1974 鹿毛 | 父の父Round Table 1954 鹿毛         | Knight's Daughter             | Sir Cosmo                     | Sir Cosmo        |
| 父 *アーテイアス Artaius 1974 鹿毛 | 父の父Round Table 1954 鹿毛         | Knight's Daughter             | Feola                         |                  |
| 父 *アーテイアス Artaius 1974 鹿毛 | 父の母Stylish Pattern 1961 鹿毛     | My Babu                       | Djebel                        | Djebel           |
| 父 *アーテイアス Artaius 1974 鹿毛 | 父の母Stylish Pattern 1961 鹿毛     | My Babu                       | Perfume                       |                  |
| 父 *アーテイアス Artaius 1974 鹿毛 | 父の母Stylish Pattern 1961 鹿毛     | Sunset Gun                    | Hyperion                      | Hyperion         |
| 父 *アーテイアス Artaius 1974 鹿毛 | 父の母Stylish Pattern 1961 鹿毛     | Sunset Gun                    | Ace of Spades                 |                  |
| 母 ロッチアイ 1981 鹿毛            | 母の父*ファバージ Faberge 1961 鹿毛 | Princely Gift                 | Nasrullah                     | Nasrullah        |
| 母 ロッチアイ 1981 鹿毛            | 母の父*ファバージ Faberge 1961 鹿毛 | Princely Gift                 | Blue Gem                      |                  |
| 母 ロッチアイ 1981 鹿毛            | 母の父*ファバージ Faberge 1961 鹿毛 | Spring Offensive              | Legend of France              | Legend of France |
| 母 ロッチアイ 1981 鹿毛            | 母の父*ファバージ Faberge 1961 鹿毛 | Spring Offensive              | Batika                        |                  |
| 母 ロッチアイ 1981 鹿毛            | 母の母ネバーロッチ 1972 栗毛        | *ネヴァービート               | Never Say Die                 | Never Say Die    |
| 母 ロッチアイ 1981 鹿毛            | 母の母ネバーロッチ 1972 栗毛        | *ネヴァービート               | Bride Elect                   |                  |
| 母 ロッチアイ 1981 鹿毛            | 母の母ネバーロッチ 1972 栗毛        | スターロツチ                  | *Harroway                     | *Harroway        |
| 母 ロッチアイ 1981 鹿毛            | 母の母ネバーロッチ 1972 栗毛        | スターロツチ                  | コロナ                        |                  |
| 母系(F-No.)                        | クレイグダーロツチ系(FN:11-c)       | クレイグダーロツチ系(FN:11-c) | クレイグダーロツチ系(FN:11-c) | [ § 3 ]          |
| 5代内の近親交配                    | Nasrullah：4×5 9.38%                | Nasrullah：4×5 9.38%          | Nasrullah：4×5 9.38%          | [ § 4 ]          |
| 出典                               | 1. 2. 3. 4.                         | 1. 2. 3. 4.                   | 1. 2. 3. 4.                   | 1. 2. 3. 4.      |